# خوانندگان کوچک ارمنستان
خوانندگان کوچک ارمنستان (انگلیسی: Little Singers of Armenia) یک گروه کر کودکان است که در سال ۱۹۹۲ در ایروان، ارمنستان تأسیس شد. این گروه کر معمولاً از ۴۰ عضو تشکیل شده است که اغلب دختران ۸ تا ۱۸ ساله آن را تشکیل می‌دهند. این گروه کر به‌طور فعال در ارمنستان و خارج از کشور اجرا می‌کند. در بسیاری از جشنواره‌های بین‌المللی، پروژه‌های دولتی و کنسرت‌های خیریه شرکت کرده است. مؤسس، مدیر هنری و رهبر اصلی گروه کر تیگران حککیان است.

## توضیحات
این گروه کر در ۶ نوامبر ۱۹۹۲ تحت نظارت انجمن بین‌المللی خوانندگان کوچک ارمنی و شهرداری ایروان تأسیس شد و جوانان با استعدادی از ایروان و استان‌های اطراف را گرد هم آورد. این گروه کر با رپرتوار متنوع خود که شامل موسیقی مقدس، قرون وسطی، رنسانس، کلاسیک، جاز و معاصر است، به یک حس بین‌المللی تبدیل شده است.

## فعالیت‌ها و جشنواره‌ها
این گروه کر به‌طور گسترده در بریتانیا، فرانسه، آلمان، سوئد، سوئیس، بلژیک، روسیه، لتونی، لهستان، یونان، قبرس، ژاپن، مصر، آفریقای جنوبی، کانادا، ۲۰ ایالت ایالات متحده آمریکا، دانمارک، و هلند فعالیت می‌کند.
این گروه کر در جشنواره‌های بین‌المللی مختلفی از جمله جشنواره اروپایی گروه‌های کر جوانان (بازل، سوئیس، ۱۹۹۵، ۲۰۱۴)، جشنواره‌های بین‌المللی هنگ کنگ و پکن (چین، ۱۹۹۹)، فری طلایی (سوچی، روسیه، ۲۰۰۱)، جشنواره بین‌المللی دیمیتریا (تسالونیکی، یونان، ۲۰۰۲)، جشنواره کرال ارمنی-آمریکایی آهنگ وحدت (ارمنستان، ۲۰۰۴، ۲۰۰۶)، دوستی کودکان در این سیاره (مسکو، روسیه، ۲۰۱۰)، جشنواره بین‌المللی بگذار آینده بخواند (استکهلم، سوئد، ۲۰۱۲)، پنجمین جشنواره گروه کر کودکان (تسالونیکی، یونان، ۲۰۱۵)، جشنواره کر در فریبورگ (سوئیس، ۲۰۱۶)، آواز ابوقوش جشنواره موسیقی (اسرائیل، ۲۰۱۷)،جشنواره بین‌المللی گروه کر کودکان (درسدن، آلمان، ۲۰۱۸)، جشنواره موسیقی کرال تفلیس (گرجستان، ۲۰۱۸)، جایزه ویدیوی (۲۰۲۰)،‌ جشنواره بین‌المللی دوستان مسکو ملاقات می‌کند (۲۰۲۰)،جشنواره بین‌المللی کرال صدای روح (اتریش، ۲۰۲۱)، جشنواره جهانی کرال صلح (اتریش، ۲۰۲۱)، بیست و پنجمین جشنواره بین‌المللی گروه کر جوانان جهان در هارمونی (۲۰۲۱)، مسابقه عکس کرال عکس تفرجگاه جشنواره اروپا کانتات (۲۰۲۱)، جوانان بین‌المللی سونگ چینگ لینگ کمپ تبادل (۲۰۲۱)، دومین کنسرت تعطیلات مجازی سالانه (۲۰۲۱)، موسیقی مقدس بین‌المللی چهاردهم جشنواره زنگ‌های نقره‌ای (۲۰۲۲). گروه کر همچنین در ای‌ایکس‌پی‌او ۲۰۰۰ (هانوفر، آلمان) و ششمین سمپوزیوم جهانی موسیقی کر (مینیاپولیس، مینه‌سوتا، ایالات متحده آمریکا، ۲۰۰۲) شرکت کرده‌اند.
خوانندگان کوچک ارمنستان در بسیاری از برنامه‌های دولتی مهم مانند روزهای فرهنگی ارمنستان در روسیه (۲۰۰۱، ۲۰۰۶)، هشتادمین سالگرد شارل‌آزناوور در پاریس (۲۰۰۴)، مراسم رسمی ارمنستان در فرانسه (۲۰۰۷)، مراسم سفر پاپ فرانسیس به ارمنستان (۲۰۱۶)، مراسم افتتاحیه رسمی هفدهمین اجلاس سران فرانکفونی (۲۰۱۸)، شرکت کرده‌اند و در چارچوب یکصد و پنجاهمین سالگرد کومیتاس وارداپت، گروه کر خوانندگان کوچک ارمنستان به گروه کر کودکان گواندهاوس در لایپزیگ و گروه کر کودکان لیتوانی اوگنله (۲۰۱۹) برای اجرا دعوت شده‌اند.

## جوایز و مسابقات
این گروه کر دستاوردهای بسیار زیادی داشته است، مانند دو مدال نقره در Eisteddfod در رودپورت، آفریقای جنوبی در سال ۱۹۹۳، یک مدال نقره در Eisteddfod در Llangollen، ولز در سال ۱۹۹۴، و یک جایزه بزرگ و دو مدال طلا و نقره در گلدن کلوب. جشنواره بین‌المللی کرال کودکان و جوانان گیت، سانفرانسیسکو، ایالات متحده آمریکا در ۱۹۹۵.
خوانندگان کوچک ارمنستان به عنوان گروه کر اتحادیه اروپا شناخته شدند، در سال ۲۰۰۱ توسط فدراسیون گروه‌های کر اروپا به عنوان سفیر فرهنگی معرفی شدند و مدال نقره لئوناردو داوینچی توسط آکادمی علوم طبیعی اروپا اعطا شد. در سال ۲۰۰۲، این گروه کر به عنوان یکی از بهترین گروه‌های کر جهان توسط فدراسیون بین‌المللی موسیقی کر شناخته شد. گروه کر همچنین برخی از بالاترین جوایز اعطا شده توسط رئیس‌جمهور ارمنستان و همچنین وزارت فرهنگ و وزارت علوم و آموزش و پرورش این کشور و شهردار ایروان را دریافت کرده است.